# Hiriq
Hiriq (Hebreo: חִירִיק Hirik) es un Niqud vocálico, representado por un punto "ִ", bajo una letra. En hebreo moderno representa el sonido /i/.
En la escritura del hebreo en Israel es escrito a menudo cómo Hiriq Male (Hebreo:חִירִיק מָלֵא), literalmente "Hiriq completo" 	
en aras de la desambiguación. Un Hiriq Male es una yod precedido por una letra con hiriq ("י ִ") i en la escritura sin niqud (Ktiv Male, Hebreo:כתיב מלא, literalmente: escritura completa), el hiriq es omitido dejando sólo la yod "י". El uso de una consonante (en este caso yod) para indicar una vocal viene de las matres lectionis.  

## Pronunciación
La siguiente tabla contiene la pronunciación y transliteración de los diferentes Hiriqs en formas y dialectos históricos resonstruidos usando el IPA. La pronunciación de la API está arriba y la tranliteración está por debajo.
La letra bet "ב" usada en esta tabla es sólo para mostrar el uso del hiriq. Se puede usar cualquier letra.
| Símbolo | Nombre                                  | IPA            | IPA              | IPA            | IPA             | IPA       | IPA              | IPA            |  |
| Símbolo | Nombre                                  | Hebreo Israelí | Hebreo Ashkenazi | Hebreo Sefardí | Hebreo Yemenita | Tiberiano | Reconstruido     | Reconstruido   |  |
| Símbolo | Nombre                                  | Hebreo Israelí | Hebreo Ashkenazi | Hebreo Sefardí | Hebreo Yemenita | Tiberiano | Hebreo Mishnaico | Hebreo Bíblico |  |
| ------- | --------------------------------------- | -------------- | ---------------- | -------------- | --------------- | --------- | ---------------- | -------------- |  |
| בִ       | Hiriq                                   | /i/            | ?                | ?              | ?               | /i/, /iː/ | ?                | ?              |  |
| בִי      | Hiriq Male (También llamado, Hiriq Yod) | /i/            | ?                | ?              | ?               | /iː/      | ?                | ?              |  |

## Tabla Comparativa de los Tiempos Vocálicos
Estos tiempos vocálicos no se manifienstan en el Hebreo Moderno. Además, la i corta es usualmente promovida cómo una i larga en el Hebreo Israelí por las aras de desambiguación.
| Tabla de comparación vocálica | Tabla de comparación vocálica | Tabla de comparación vocálica | Tabla de comparación vocálica | Tabla de comparación vocálica | Tabla de comparación vocálica |
| Tiempo vocálico               | Tiempo vocálico               | Tiempo vocálico               | IPA                           | Transliteración               | Ejemplo                       |
| Larga                         | Corta                         | Muy Corta                     | IPA                           | Transliteración               | Ejemplo                       |
| ----------------------------- | ----------------------------- | ----------------------------- | ----------------------------- | ----------------------------- | ----------------------------- |
| יִ                             | ִ                              | n/a                           | /i/                           | i                             | mi                            |

## Unicode
| Glifo | Unicode | Nombre |
| ----- | ------- | ------ |
| ִ      | U+05B4  | HIRIQ  |

- Datos: Q5769864
- Multimedia: Hiriq / Q5769864